# 九州産業大学付属九州高等学校
九州産業大学付属九州高等学校（きゅうしゅさんぎょうだいがくふぞくきゅうしゅうこうとうがっこう）は、福岡県福岡市東区香椎駅東二丁目にある私立高等学校。九州産業大学の付属校である。
かつては、九州で最も生徒数の多いマンモス校で、一時は3,000人を超えていたが、少子化の影響を受けて、現在は2,000人程度までに落ち着いている。
「九州高校」や「九産大九州」などと略されることが多い。在校生や周辺の高校生などは「九高」や「九州」と呼ぶ。「九州産業大学付属高校」は旧名称。同じく九州産業大学の系属校である九州産業大学付属九州産業高等学校は運営母体が九州産業工学園であり、所在地も組織も異なる別の学校である。地所が隣接している香椎工業高等学校も福岡県立高校であり別の学校である。

## 沿革
- 1963年（昭和38年）4月 - 九州産業大学付属高校として中村治四郎によって開校。
- 1968年（昭和43年）4月 - デザイン科を設置。
- 2003年（平成15年） - 創立40周年。
- 2010年（平成22年） - 男子新制服登場。

## 建学の精神
- 卓然自立

## 設置学科
- 普通科
  - スーパー特進クラス
  - 特進クラス
  - 準特進クラス
  - 進学クラス（平成21年度より普通科普通コースから普通科進学クラスへと名称変更）
- 造形芸術科

普通科は2年より文系と理系に分かれる。

## 部活動
運動部
インターハイに代表される全国クラスの大会にも数多く出場している。
- 水泳部（男・女）
- 野球部（男）
1999年春（第71回）、2001年夏（第83回）、2015年春（第87回）の甲子園に出場。
- 空手道部（男・女）
- ソフトボール部（男・女）
男子ソフトボール部は2008年8月に全国高等学校総合体育大会でインターハイ初優勝を飾った。毎年県大会優勝してる｡2024年には全国制覇を果たす。
- バスケットボール部（男・女）
- バレーボール部（男・女）
男子バスケットボール部は1987年インターハイで優勝を飾った。
- ハンドボール部（男）
- 硬式テニス部（男・女）
- 卓球部（男・女）
- サッカー部（男・女）
- 剣道部（男・女）
- 陸上競技（男・女）
- チアリーディング部（女）
- 応援団部（男・女）
- 山岳部（男・女）

文化部
- 美術部
デザイン科の生徒が多数所属しており、全国クラスのコンクールに出品し数々の賞を受賞している。
- 吹奏楽部
- 放送部
全国大会、九州大会出場など優秀な成績を収めている。
- 漫画研究部
- 写真部
- モダンアート部
- 茶道部
- 文芸部
- 科学部
- 演劇部
- 書道部
- 英語研究部
- 歴史研究部
- 弁論部
- 九州アジアクラブ
- 和太鼓部
- 囲碁同好会
- コーラス・ギター愛好会
- パソコン愛好会
- ボランティア愛好会
- 数学研究愛好会

## 創立50周年プロジェクト
当校は平成25年度（2013年度）に創立50周年を迎える。それに合わせて、現在、旧校舎、武道場の解体及び新築工事が行われている。内容については、第1期工事で昭和40年（1965年）から使用されてきた旧南館校舎と武道場が取り壊され、新たに新校舎と第二体育館が竣工する。第2期工事では、温水プールを取り壊し、図書館他多目的ホールなどを併設したメディアセンター（仮称）が竣工する予定である。

## 通学手段など
最寄り鉄道駅など
- 九州旅客鉄道（JR九州）鹿児島本線
  - 香椎駅
通学生徒の利便性、その他駅利用客の混雑を考慮して作られた九州高校口（通称: 九高口）があり、通路の壁には代々のデザイン科の生徒たちの作品が描かれている。
- 西日本鉄道（西鉄）貝塚線
  - 西鉄香椎駅
  - 香椎宮前駅
- 西鉄バス
  - 九州高校停留所
  - 香椎参道停留所
  - 勅使道停留所

## 著名な出身者

### 野球
- 有隅昭二 - プロ野球選手、NPB審判員
- 岡上和典 - プロ野球選手
- 井手亮太郎 - プロ野球選手
- 岩田将貴 - プロ野球選手
- 坂本充 - 日本人初の米大リーグドラフト指名選手
- 大津亮介 - プロ野球選手

### サッカー
- 冨安健洋 - サッカー選手、サッカー日本代表、アーセナルFC所属
- 北島祐二 - サッカー選手
- 三島勇太 - サッカー選手
- 田中智大 - サッカー選手
- 光永祐也 - サッカー選手
- 町田蘭次郎 - サッカー選手
- 崎村祐丞 - サッカー選手
- 牛之濵拓 - サッカー選手
- 吉原正人 - 元サッカー選手
- 久米田大輔 - フットサル選手

### バスケットボール
- 有馬浩平 - プロバスケットボール選手
- 平井崇士 - プロバスケットボール選手
- 阿部友和 - プロバスケットボール選手
- 節政貴弘 - バスケットボール選手
- 山口健太郎 - バスケットボール選手

### ラグビー
- 山下和人 - ラグビー選手

### 競泳
- 鈴木聡美 - 水泳ロンドンオリンピック代表

### ボクシング
- 越本隆志 - プロボクシング世界チャンピオン

### 芸能
- 中島忠幸 - お笑い芸人、カンニング（中退）
- 早瀬英里奈 - 女優、旧芸名: 阿部英里奈
- 中尾憲太郎 - ミュージシャン、ナンバーガール
- 矢間晶也（LL BROTHERS） - ミュージシャン
- 服部さやか - タレント、吉本興業
- 川原ひろし - タレント、なんでんかんでんフーズ社長

### その他
- 山下高明 - アニメーター
- 服部弘弐 - 特殊美術デザイナー
- 山野本竜規 - フリーアナウンサー（元琉球放送）、神職

## 関連校
- 九州産業大学
- 九州産業大学付属九州産業高等学校
- 九州英数学舘（予備校）: 1999年に一般大学受験科を廃止
  - 別科 福岡美術学院（美術系予備校）
  - 国際言語学院（留学生の準備教育機関）